# 平和の春作戦
もしかして
- 平和の泉作戦

ではありませんか？